# Вили (станція)
Вили — проміжна залізнична станція 4-го класу Полтавської дирекції Південної залізниці на електрифікованій лінії Гребінка — Ромодан між станціями Лазірки (13 км) та Лубни (13 км). Розташована в селі Вили Лубенського району Полтавської області.

## Історія
Станція відкрита 1901 року, під час будівництва залізниці Київ — Полтава.
У 1996 році станція електрифікована змінним струмом (~25 кВ) в складі дільниці Гребінка — Лубни, впродовж 1996—1999 років електрифікована лінія до Полтави.

## Пасажирське сполучення
На станції Вили зупиняються приміські поїзди до станцій Гребінка, Полтава-Південна, Огульці та Ромодан.